# Caledonia (Minnesota)
Caledonia è una città degli Stati Uniti d'America, situata in Minnesota, nella Contea di Houston, della quale è anche il capoluogo.